# Time (xkcd)

"Time"의 첫 번째 프레임.

"Time"은 랜들 먼로가 연재하는 웹 만화 xkcd의 1,190번째 에피소드이다. 2013년 3월 25일 한밤중에 올라온 하나의 프레임을 시작으로, 총 3,099장의 이미지들이 123일 동안 정기적으로 (예외적으로 어떤 때엔 매 시간마다 올라오기도 했다) 올라오다가 7월 26일 마무리되었다. 각각의 이미지는 주요 이야기 중에서도 하나의 프레임을 나타내어, 이어서 보면 매우 낮은 프레임 레이트로 구성된 영상으로 보이게 된다.
몇몇이 "대작"이라 부르는 이 "Time" 에피소드는 엄청난 주목을 받았고 온라인에서의 인지도가 커졌으며, 몇몇 프로젝트, 위키, 그리고 웹 커뮤니티에도 이와 관련한 내용이 개설되었다. 2014년엔 휴고 상의 Best Graphic Story 부문에서 수상을 했다.

## 줄거리
이 에피소드는 한 여자와 한 남자, 총 두 명의 막대인간이 바닷가에서 모래성들을 짓는 것으로 시작한다. 여자는 바다(프레임의 오른쪽 부분에서 볼 수 있다)의 수면이 점점 상승하고 있다는 것을 깨닫는다. 모래성들을 다 짓고 나서, 바다에 밀려 침식되지 않도록 임시로 옮긴 후, 둘은 해수면이 높아지는 이유를 알아내기 위해 여행을 떠나기로 한다. 그들이 떠나고 나서, 모래성이 무너지기 시작함과 동시에 프레임은 천천히 희미하게 흰색으로 변한다.
둘은 여행을 떠나고, 이제껏 알지 못했던 강을 발견하는데, 남자는 물병을 그 강에 빠뜨리고 만다. 둘은 강을 따라 걸으면서 주변을 관찰한다. 나무 아래에서 쉬는 동안, 남자는 야영지의 흔적을 발견하고, 그들이 있는 장소가 누군가가 살았던(혹은 아직 살고 있는) 곳이라는 걸 깨닫는다. 나중에, 그들은 또 다른 야영지, 그리고 표시가 새겨진 이상한 모양의 거대한 나무를 발견한다. 그들은 강을 건널 때 쓸 수 있을 낡은 배를 발견하지만, 산을 계속 올라가기로 한다. 작은 언덕을 올라가면서, 남자는 뱀 한 마리를 보고는 여자 위로 떨어진다. 더 나아가서는 그들은 나무에서 지저귀는 소리를 듣고 둥지 안에 있는 새와 새끼새를 관찰하기 위해 잠시 멈춘다. 아주 작은 강에서 쉬는 동안, 여자는 그들이 큰 폭포의 절벽 위에 있다는 것을 알게 된다. 그것을 본 후, 그들은 산꼭대기가 어떻게 생겼는지 알아내기로 한다.
그들은 산을 오르고 마침내 한 버려진 작은 집에 도착한다. 그곳에 있는 동안, 남자는 큰 고양이과 동물에게 습격당한다. 여자는 나무 조각으로 동물을 쫓아낸다. 남자는 다치지 않았지만, 여자는 다리에 부상을 입어 모래성을 지을 때 썼던 깃발로 다리를 감싼다. 다리를 치료하기 위해선 사람들을 찾아 구조물이 보이는 산꼭대기로 가는 것이 집으로 돌아가는 것보다 더 나은 선택이라 판단하고, 그들은 산꼭대기로 계속 올라간다. 밤이 다가오자, 그들은 황무지에서 휴식을 취한다. 남자는 첫 번째로 불침번을 서고, 밤하늘의 별이 그의 뒤에서 타임 랩스 효과로 돌아간다. 그는 자신이 잘 차례가 되었다고 생각하여 여자를 깨운다. 그가 나중에 일어났을 때, 그들은 만약 사람들이 보이지 않으면 돌아가기로 마음먹는다.
그들은 작은 구조물을 발견하고, 그 위에서 여자는 사람들을 발견한다. 구조물을 떠나고 나서 그들은 모래성을 떠올리고, 그것이 어떻게 되었을지 궁금해한다. 스크린은 잠시 강을 외롭게 떠다니는 한 양동이를 비추고, 다시 그들을 비춘다. 조금 더 이동한 후, 그들은 드디어 다른 사람들을 접하게 되는데, 그 사람들은 양성적으로 묘사되어 있으며 모자를 쓰고 있다. 여자는 대화를 시도하지만, 원주민들의 언어를 이해하지 못한다. 그녀는 상처를 보여 주고, 그들은 연고로 상처를 치료해 준다. 그러고는 남자와 여자를 마을 안으로 부른다. 물을 받고 나서, 남자와 여자는 수면을 취한다. 남자는 원주민들 중 한 명에게 모래에 그림을 그리며 이야기를 한다. 원주민은 해수면이 정말로 높아지고 있으니 그들이 자신을 따라와서 같이 대화할 누군가를 만나야 한다고 대답한다. 그들은 가는 도중 휴식을 취하고, 남자와 여자는 원주민 한 명이 갖고 있는 지도를 훑어본다. 그들은 도시, 그리고 그 뒤쪽에 있는 성으로 계속 이동한다. 원주민들은 남자와 여자를 원주민들의 지도자에게 데려가는데, 그 지도자는 서투른 영어로 해수면이 상승하는 이유를 설명한다. 그녀는 그녀가 “행성에서 가장 장대한 강”이라 부르는 것을 지키기 위해 주민들이 만에 둔턱을 세웠으며, 머지않아 그게 뚫리고 남자와 여자가 사는 곳에 강물이 넘쳐날 것이라고 밝힌다. 그녀는 거기에 사는 다른 사람들에게 경고하기 위해 집에 돌아가는 여행은 너무 오래 걸릴 것이기에 산에 사는 사람들과 함께 남는 것밖에는 선택의 여지가 없다고 설명한다. 남자와 여자는 그녀를 무시한 채 달아나서 고향으로 뛰어가고, 나가는 길에 산에 사는 사람들의 식량을 조금 챙기고 여자가 지도자에게서 훔친 지도에 의지해 길을 간다.
고향에 돌아오자마자, 그들은 고향 사람들과 탈출 방법을 정리하려 시도한다. 그때 한 소녀가 이야기 초반에 모래성을 지을 때 쓰였던 나무로 만든 배 안에서 나타난다. 이 때문에 사람들은 원래 계획을 버리고 대신 강 위에 떠서 가는 방법을 시도하게 된다. 배의 크기를 확장하고, 그들은 배에 짐을 싣고 출항한다. 그들은 곧 그들 부족의 나머지 인원과 합류하는데, 그 나머지는 그들 소유의 더 작은 배에 타고 있었다. 육지로 계속 이동하던 밤이 지난 후, 나머지 사람들이 여전히 자고 있는 동안, 남자와 여자는 뭍을 발견한다. 그들은 그곳에 도착하며, 이야기는 새로운 황무지로 여행하러 떠나는 남자와 여자, 그리고 물 위에서 까딱거리는 배를 보여 주며 끝을 맺는다. 이 만화에서 배가 물 위에서 까딱거리는 마지막 다섯 프레임은 현재도 xkcd 웹사이트에서 불규칙한 패턴으로 돌고 있다.

## 배경이 된 이야기
이야기가 끝나고 나서, 이 만화의 창작자인 랜들 먼로는 이야기의 세부 사항을 설명하고 Wired라는 사이트에 이야기의 맥락을 확장시켰다. 그는 인류의 현재 문명은 오래 전에 쇠퇴하고 미래의 문명이 존재하는 앞으로 11,000년 후를 이야기의 배경으로 설정했다고 언급했다. 이야기는 지중해 유역에서 진행되는데, 지중해는 대서양과 지중해를 분리하는 지체 구조운동 후에 크게 증발한 상태이다. 이것은 약 5백만 년 전에 일어난 이 사건과 비슷한 일이 벌어진 후에 모형화되었다. 이야기 후반부에서의 홍수 위기는 잔클레 홍수의 되풀이로 추측된다. 소식에 의하면 먼로는 그 지역의 식물과 야생 생물을 조사하고 그것을 이야기의 장소로서 힌트를 제공함으로써 만화에 반영했다고 한다. 먼로의 말에 따르면, 그는 “식물학자들과 파충류학자들에게서 자문을 하고, 등장 인물들이 만나거나 대화하는, 난쟁이종려나무, 노간주나무, 뿔뱀, 모래보아뱀 같은 모든 종의 세부 사항을 담은 서류를 만들었다.”고 한다.
남자와 여자가 교대로 잠을 자는 장면에서는, 밤하늘의 별들이 타임 랩스 효과로 돌아가는 이미지가 배경을 차지한다. 이것은 등장인물들의 특정한 위치, 특정한 시간에서의 밤하늘을 표현하기 위해 천문학 소프트웨어의 도움을 받아 만들어졌는데, 이는 향후 11,000년 동안의 예상되는 춘분점 세차와 별의 움직임을 설명한다. 이 별 시야에서는 별 안타레스가 없지만, 먼로가 천문학자 Phil Plait에게 자문했을 때, 그는 먼로에게 그 별이 이 만화의 배경이 되는 시간 전에 초신성으로 변할 수도 있다고 말했다.

### 언어
먼로가 산의 원주민 등장인물들에게 부여한 언어(그리고 그 언어가 쓰여진 글씨)는 언어학자의 도움으로 만들어졌고, 몇몇 단어와 기호의 의미는 판독되었지만 현재까지도 아직 완전히 해독되지는 않았다. 먼로는 이 언어에 이름을 붙이지 않았지만, 팬들은 이 언어를 “Beanish”라 명명했는데, 이 이름은 나중에 언론에서 다루어졌다. 먼로는 이 언어를 다음 만화에서도 쓸 가능성을 열어 두었다.

## 업데이트
원래 이 이야기의 프레임은 매 30분마다 올라왔지만, 240번째 프레임부터는 한 시간마다 올라오기 시작했다. 2440번째 프레임부터는, 하늘을 가로지르는 별똥별을 보여 주는 다섯 개의 프레임이 매우 빠르게 연속으로 올라왔지만, 곧 매 시간마다 올라오는 패턴으로 되돌아왔다. 이 만화의 업데이트에 관한 기술적인 세부 사항은 독립적인 웹사이트에 다음과 같이 설명되었다.
페이지 안에는 스크립트가 있고 이 만화는 하나의 새로운 이미지를 내려받기 위해 단순한 에이젝스를 사용한다. 이 스크립트는 최소화되어 있기에 따라가기 어렵지만, 이것을 계산해 내기 위해 시간을 투자한 프로그래머들이 많다. 요청은 서버 사이드를 새로운 이미지로 리다이렉트하고, (아직 만들어지지 않았을지도 모르는) 나중 이미지에 이르는 것은 어렵거나 불가능하지만 만약 링크들을 안다면 이전 이미지들로 연결할 수 있다. 이는 결국 애니메이션화된 gif 파일이나 각각의 프레임을 차례차례 내려받아서 영상처럼 보이는 연속 이미지들을 만들기 위해 프레임들을 하나로 합하는 수많은 사이트를 생성한다.

## 호응
Boing Boing의 Cory Doctorow가 이 만화가 업데이트될 당시 “멋지게 다가온다”고 말하고 이야기가 끝났을 땐 “놀라운 배경 이야기”라 언급하면서 이 만화는 온라인에서 잘 받아들여졌다. Wired의 Laura Hudson은 이 여행 이야기를 “장대한 서사시”라 불렀다. Geekosystem의 Glen Tickle은 이 만화가 먼로의 “걸작”이라고 칭했다. 디 A.V. 클럽의 Tasha Robinson은 이 만화에 대해 “이것은 바삐 돌아가는 세계를 위한 느리게 돌아가는 오락물이지만, 최고의 상태일 땐 연재만화라기보다는 아이디어 공장이자 공유되는 경험인 XKCD에게로 사람들이 계속 되돌아오게 하는 일종의 재치 있는 실험작이기도 하다.”라고 말했다. 이 만화는 또한 The Verge의 저술가인 Jeff Blagdon과 워싱턴 포스트 블로거인 Andrea Peterson에게서도 칭찬을 받았다. 2014년 4월 19일에, 이 만화가 휴고 상의 Best Graphic Story 부문 수상 후보에 올랐음이 밝혀졌다. 이 만화는 2014년 8월에 수상을 하였고, Doctorow가 먼로를 대표하여 먼로의 복장을 하고 상을 받았는데, 이 때문에 먼로는 그를 일찍이 에피소드 "1337: Part 5"에 등장시켰다.
이 만화는 xkcd 포럼을 보는 사람들에게서 “광적인” 관심을 얻었고, 토론 스레드에선 페이지가 2,000개를 넘고 게시글이 90,000개를 넘었다. 팬들은 이 만화를 설명하기 위해 이 만화 고유의 위키, 그리고 허구의 용어들에 대한 해설을 만들어냈다.